# Pękosławice
Pękosławice – wieś w Polsce, położona w województwie świętokrzyskim, w powiecie ostrowieckim, w gminie Waśniów.
| SIMC    | Nazwa    | Rodzaj    |
| ------- | -------- | --------- |
| 0276245 | Górki    | część wsi |
| 0276251 | W Łąkach | część wsi |

Były wsią klasztoru cystersów wąchockich w województwie sandomierskim w ostatniej ćwierci XVI wieku. W latach 1975–1998 miejscowość administracyjnie należała do województwa kieleckiego.